# Павловское (Костромская область)
Павловское — село в Буйском районе Костромской области. Входит в состав Центрального сельского поселения

## География
Находится в северо-западной части Костромской области на расстоянии приблизительно 17 км на юг по прямой от города Буй, административного центра района.

## История
Известно, что в 1629 году здесь была деревянная Никольская церковь. В 1826 году была построена каменная церковь с колокольней. В 1872 году здесь было отмечено 62 двора, в 1907 году — 82.

## Население
Постоянное население составляло 212 человек (1872 год), 354 (1897), 374 (1907), 6 в 2002 году (русские 100 %), 2 в 2022.